# Bahrain (ø)
Øen Bahrain (arabisk: جزيرة البحرين Jazīrah al-Baḥrayn), også kendt som al-Awal er hovedøen i østaten Bahrain i Den Persiske Bugt.
Øen har et areal på 673 km2
og et indbyggertal på 1.100.000. Dens højeste punkt er kalkplateauet Jabal ad-Dukhan. På øen ligger Bahrains hovedstad Manama, der har 297.502(2012) indbyggere.
Øen Bahrain er forbundet med Saudi-Arabien via den 25 km lange Kong Fahd-vejdæmning.